# Albemarle County
Albemarle County je okres amerického státu Virginie založený v roce 1744. Správním střediskem je městský okres (nezávislé město) Charlottesville. Okres byl pojmenován na počest Willema van Keppela, druhého hraběte z Albemarle.